# Pływanie na Letnich Igrzyskach Olimpijskich 1936 – 100 m stylem dowolnym mężczyzn
Wyścig na 100 metrów stylem dowolnym mężczyzn był jedną z konkurencji pływackich rozgrywanych podczas XI Igrzysk Olimpijskich w Berlinie. Wystartowało 45 zawodników z dwudziestu trzech reprezentacji.
Od V Letnich Igrzysk Olimpijskich rozegranych w 1912 roku w Sztokholmie, jedynie trzech zawodników ustanowiło rekord świata na tym dystansie: Duke Kahanamoku, Johnny Weissmuller i, w 1934 roku,  Peter Fick, wszyscy reprezentujący Stany Zjednoczone. Fick nie przyjechał jednak do Berlina jako faworyt. Rolę tę przejęła grupa młodych japońskich kraulistów. Fick rozczarował w finale zajmując w nim szóste miejsce. Lecz także żaden z Japończyków nie okazał się zwycięzcą. Złotym medalistą został mistrz Europy, Węgier Ferenc Csik, co była zaskoczeniem zarówno dla zawodników, jak i dla publiczności. Masanori Yusa i Shigeo Arai wywalczyli pozostałe dwa medale. Nie obyło się jednak bez kontrowersji. Rejestr fotograficzny sugerował, iż zawodnik z czwartego miejsca, Japończyk Masaharu Taguchi, mógł być w istocie zdobywcą tytułu wicemistrza olimpijskiego.

## Rekordy
| Rekord świata     | Peter Fick (USA)      | 56,4 | New Haven (USA)   | 11 lutego 1936  |
| Rekord olimpijski | Yasuji Miyazaki (JPN) | 58,0 | Los Angeles (USA) | 6 sierpnia 1932 |

## Wyniki

### Eliminacje
Awans uzyskiwało dwóch najlepszych z każdego wyścigu oraz dwóch najszybszych spośród zawodników na trzecich miejscach.
Wyścig 1
| Miejsce | Zawodnik          | Czas   | Uwagi |
| ------- | ----------------- | ------ | ----- |
| 1.      | Peter Fick        | 57,6   | Q     |
| 2.      | Ferenc Csik       | 58,3   | Q     |
| 3.      | Romund Gabrielsen | 1:01,2 |       |
| 4.      | Robert Hamerton   | 1:02,1 |       |
| 5.      | Paulo Tarrto      | 1:02,6 |       |
| 6.      | Mahmoud Kadri     | 1:03,8 |       |
| 7.      | Arturo Álvarez    | 1:04,9 |       |
| 8.      | Charlie Chan      | 1:06,5 |       |

Wyścig 2
| Miejsce | Zawodnik           | Czas   | Uwagi |
| ------- | ------------------ | ------ | ----- |
| 1.      | Masanori Yusa      | 57,8   | Q     |
| 2.      | Arthur Highland    | 59,9   | Q     |
| 3.      | William Kendall    | 1:01,0 | q     |
| 4.      | Egon Roolaid       | 1:01,5 |       |
| 5.      | René Cavalero      | 1:02,2 |       |
| 6.      | Sjoerd Mooi Wilten | 1:03,4 |       |
| 7.      | Alberto Conrad     | 1:17,5 |       |

Wyścig 3
| Miejsce | Zawodnik                | Czas   | Uwagi |
| ------- | ----------------------- | ------ | ----- |
| 1.      | Mostyn Ffrench-Williams | 1:00,7 | Q     |
| 2.      | Jikirum Adjaluddin      | 1:01,0 | Q     |
| 3.      | Heiko Schwartz          | 1:01,8 |       |
| 4.      | Munroe Bourne           | 1:02,4 |       |
| 5.      | Isaac Moraes            | 1:03,5 |       |
| 6.      | Günther Zobernig        | 1:03,9 |       |

Wyścig 4
| Miejsce | Zawodnik           | Czas   | Uwagi |
| ------- | ------------------ | ------ | ----- |
| 1.      | Shigeo Arai        | 57,7   | Q     |
| 2.      | Helmuth Fischer    | 57,9   | Q     |
| 3.      | Ödön Gróf          | 1:01,3 |       |
| 4.      | Leonard Spence     | 1:01,9 |       |
| 5.      | Claude Desusclade  | 1:07,2 |       |
| 6.      | Richardos Brosalis | 1:07,5 |       |

Wyścig 5
| Miejsce | Zawodnik              | Czas   | Uwagi |
| ------- | --------------------- | ------ | ----- |
| 1.      | Masaharu Taguchi      | 57,5   | Q     |
| 2.      | John Christensen      | 1:01,1 | Q     |
| 3.      | George Larson         | 1:01,5 |       |
| 4.      | Saad El-Din Zaki      | 1:03,7 |       |
| 5.      | Juan Paz              | 1:05,6 |       |
| 6.      | Spyridon Mavrogiorgos | 1:08,2 |       |

Wyścig 6
| Miejsce | Zawodnik          | Czas   | Uwagi |
| ------- | ----------------- | ------ | ----- |
| 1.      | Draško Vilfan     | 1:00,5 | Q     |
| 2.      | Hermann Heibel    | 1:01,4 | Q     |
| 3.      | Frederick Dove    | 1:01,6 |       |
| 4.      | José Obial        | 1:01,7 |       |
| 5.      | Leônidas da Silva | 1:03,3 |       |
| 6.      | John Young        | 1:07,8 |       |

Wyścig 7
| Miejsce | Zawodnik          | Czas   | Uwagi |
| ------- | ----------------- | ------ | ----- |
| 1.      | Arthur Lindegren  | 58,3   | Q     |
| 2.      | Oszkár Abay-Nemes | 1:00,2 | Q     |
| 3.      | Heikki Hietanen   | 1:01,0 | q     |
| 4.      | Pieter Stam       | 1:01,3 |       |
| 5.      | Poul Petersen     | 1:01,6 |       |
| 6.      | Roger Zirilli     | 1:04,1 |       |

### Półfinały
Awans uzyskiwało trzech najlepszych z każdego wyścigu oraz najszybszy z zawodników na trzecich miejscach.
Półfinał 1
| Miejsce | Zawodnik                | Czas   | Uwagi |
| ------- | ----------------------- | ------ | ----- |
| 1.      | Masaharu Taguchi        | 57,9   | Q     |
| 2.      | Ferenc Csik             | 58,1   | Q     |
| 3.      | Peter Fick              | 58,2   | Q     |
| 4.      | Helmuth Fischer         | 58,7   | q     |
| 5.      | Jikirum Adjaluddin      | 1:00,5 |       |
| 5.      | Heikki Hietanen         | 1:00,5 |       |
| 5.      | Draško Vilfan           | 1:00,5 |       |
| 8.      | Mostyn Ffrench-Williams | 1:01,0 |       |

Półfinał 2
| Miejsce | Zawodnik          | Czas   | Uwagi |
| ------- | ----------------- | ------ | ----- |
| 1.      | Masanori Yusa     | 57,5   | Q =   |
| 2.      | Shigeo Arai       | 57,9   | Q     |
| 3.      | Arthur Lindegren  | 58,7   | Q     |
| 4.      | Arthur Highland   | 59,4   |       |
| 5.      | William Kendall   | 59,9   |       |
| 6.      | Hermann Heibel    | 1:00,3 |       |
| 7.      | Oszkár Abay-Nemes | 1:01,1 |       |
| 8.      | John Christensen  | 1:01,6 |       |

### Finał
| Miejsce | Zawodnik         | Czas |
| ------- | ---------------- | ---- |
|         | Ferenc Csik      | 57,6 |
|         | Masanori Yusa    | 57,9 |
|         | Shigeo Arai      | 58,0 |
| 4.      | Masaharu Taguchi | 58,1 |
| 5.      | Helmuth Fischer  | 59,3 |
| 6.      | Peter FIck       | 59,7 |
| 7.      | Arthur Lindegren | 59,9 |